# Wrzosowo (Dygowo)
Wrzosowo (deutsch Fritzow) ist ein Dorf in der polnischen Woiwodschaft Westpommern. Es gehört zur Gmina Dygowo (Landgemeinde Degow) im Powiat Kołobrzeski (Kolberger Kreis).

## Geographische Lage
Das Dorf liegt in Hinterpommern, rechts der Persante, etwa 115 Kilometer nordöstlich von Stettin und etwa 18 Kilometer südöstlich von Kolberg.
Die nächsten Nachbarorte sind im Westen Jazy (Jaasde), im Norden Jażdże (Jaasder Katen), im Nordosten Skoczów (Schötzow), im Südosten entlang der Woiwodschaftsstraße Łykowo (Leikow) und im Südwesten, durch den Fluss Persante getrennt, Kłopotowo (Klaptow).

## Geschichte

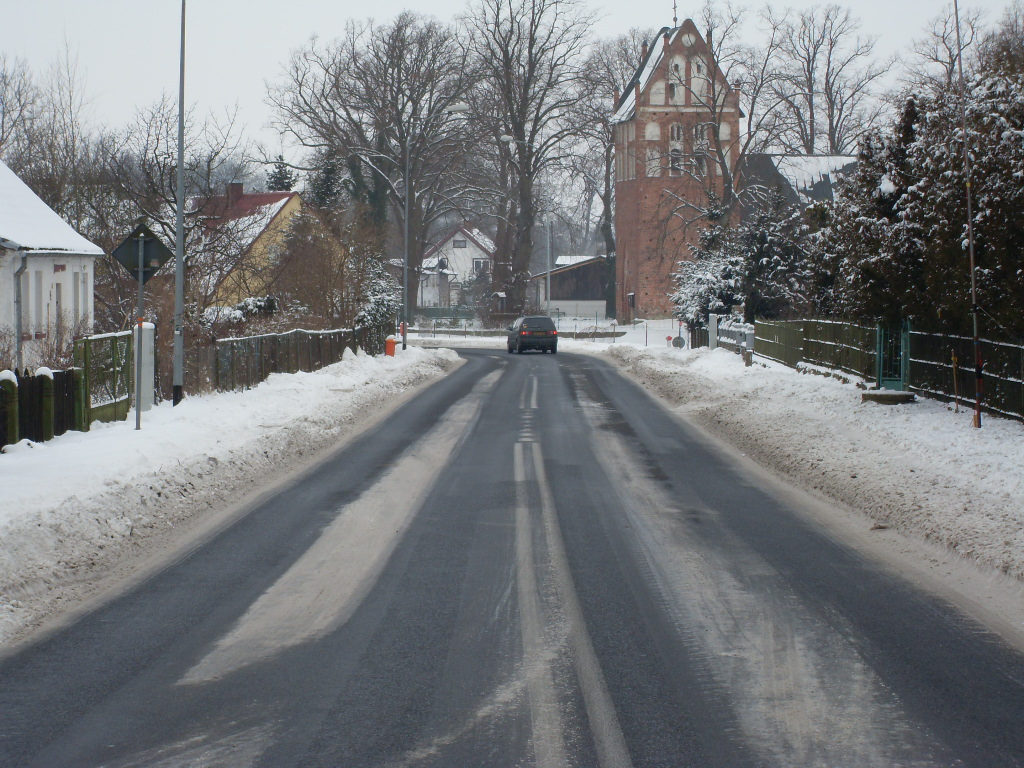
Dorfstraße im Winter (2009)

Das Dorf wurde im 13. Jahrhundert im Herzogtum Pommern während der Deutschen Ostsiedlung in der Form eines Angerdorfes angelegt. Das Dorf wurde erstmals in einer Urkunde aus dem Jahre 1240 erwähnt, die einen umfangreichen Tausch von Ländern und Rechten zwischen Herzog Barnim I. von Pommern und Bischof Konrad III. von Cammin regelte, damals mit dem Ortsnamen „Vressow“.
Im Jahre 1263 stiftete Hermann von Gleichen, der Bischof von Cammin, die Pfarrkirche in Fritzow und legte den Sprengel der neuen Pfarrkirche fest. Nach Fritzow wurden die Dörfer Lübchow, Klaptow, Peterfitz, Jaasde, Leikow und Poldemin eingepfarrt.
Aus dem Jahre 1282 ist das Siegel eines Borco de Vressow überliefert, das Dorf dürfte damals also ein Wohnsitz der pommerschen uradligen Familie derer von Borcke gewesen sein. Im Jahre 1283 erwarb das Nonnenkloster zu Kolberg einen Anteil von einem Drittel des Dorfes, verlor ihn aber bald wieder.
Im 14. Jahrhundert erschien Fritzow zusammen mit dem nahegelegenen Putzernin als Lehen der adligen Familie Damitz. Im 16. Jahrhundert gehörte es einem Lucas Femer, mit dem die pommersche adlige Familie Vemer ausstarb.
Im 18. Jahrhundert war der Besitz an Fritzow zeitweise in zwei Anteile geteilt. Unter den Besitzern waren erneut Angehörige der Familie Damitz. Schließlich gelang es Catharina Maria von Blankensee, geborener von Münchow, ganz Fritzow in ihrer Hand zu vereinigen. Sie kaufte 1770 den kleineren Anteil dem damaligen Generalleutnant Dubislaw Friedrich von Platen ab, 1772 den größeren Anteil einem von Damitz. Sie übergab Fritzow 1774 ihrer Tochter und deren Ehemann.
In Ludwig Wilhelm Brüggemanns Ausführlicher Beschreibung des gegenwärtigen Zustandes des Königlich-Preußischen Herzogtums Vor- und Hinterpommern (1784) ist Fritzow unter den adeligen Gütern des Fürstentums Cammin aufgeführt. Damals gab es in Fritzow ein Vorwerk, also den Gutsbetrieb, einen Prediger, sechs Bauernstellen, einen Pfarrbauern, ein Schulhaus und einen Krug, insgesamt 21 Haushaltungen („Feuerstellen“).
Im Laufe des 19. Jahrhunderts wechselte Fritzow mehrmals den Besitzer.
1859 wurde nördlich und östlich des Dorfes die Bahnstrecke Belgard–Kolberg errichtet. Auf der Grenze zu Leikow wurde ein Bahnhof eingerichtet, der nach dem bedeutenderen Fritzow benannt wurde. Bei dem Bahnhof entwickelte sich auf dem Gebiet der Gemeinde Leikow eine Siedlung, amtlich Bahnhof Fritzow, vielfach auch Neu Leikow genannt.
Seit dem 19. Jahrhundert bestanden der größere Gutsbezirk Fritzow und die kleinere Landgemeinde Fritzow nebeneinander. Mit Stand 1905 umfasste der Gutsbezirk Fritzow 478 Hektar Land und zählte 232 Einwohner, die Landgemeinde Schötzow nur 277 Hektar Land und 164 Einwohner. Am 1. April 1927 hatte das Gut Fritzow eine Flächengröße von  487 Hektar, und am 16. Juni 1925 hatte der Gutsbezirk 169 Einwohner. Am 30. September 1928 wurde der Gutsbezirk Fritzow in die Landgemeinde Fritzow eingegliedert.
Fritzow lag bis 1872 im Kreis Fürstenthum und kam mit dessen Aufteilung zum Kreis Kolberg-Körlin. Zur Gemeinde gehörte vor 1945 neben Fritzow kein weiterer Wohnplatz.
Gegen Ende des Zweiten Weltkriegs wurde Fritzow am 6. März 1945 durch die Rote Armee eingenommen. Am 24. März 1945 mussten die Einwohner das Dorf verlassen, kehrten aber nach drei Wochen nach und nach zurück. Fritzow wurde zusammen mit ganz Hinterpommern von der Sowjetunion der Volksrepublik Polen zur Verwaltung überlassen. Am 1. Juli 1945 übernahm die polnische Miliz die Polizeigewalt, führte mehrere Verhaftungen durch und begann ab November 1945 mit der Vertreibung der einheimischen Dorfbewohner. Der Ortsname Fritzow wurde zu ‚Wrzosowo‘ polonisiert. Die Vertreibung der Dorfbevölkerung wurde langsamer durchgeführt als in anderen Dörfern, da die polnische Militärverwaltung das Gut übernommen hatte und dort Einwohner für sich arbeiten ließ. In den 1970er Jahren lebten noch fünf deutsche Familien im Dorf.
Heute gehört der Ort zur Gmina Dygowo (Landgemeinde Degow).

## Entwicklung der Einwohnerzahlen
- 1816: 125 Einwohner[5]
- 1855: 304 Einwohner[5]
- 1885: 321 Einwohner[5]
- 1905: 396 Einwohner[5]
- 1919: 389 Einwohner[5]
- 1933: 366 Einwohner[5]
- 1939: 368 Einwohner[5]

## Kirche

### Dorfkirche

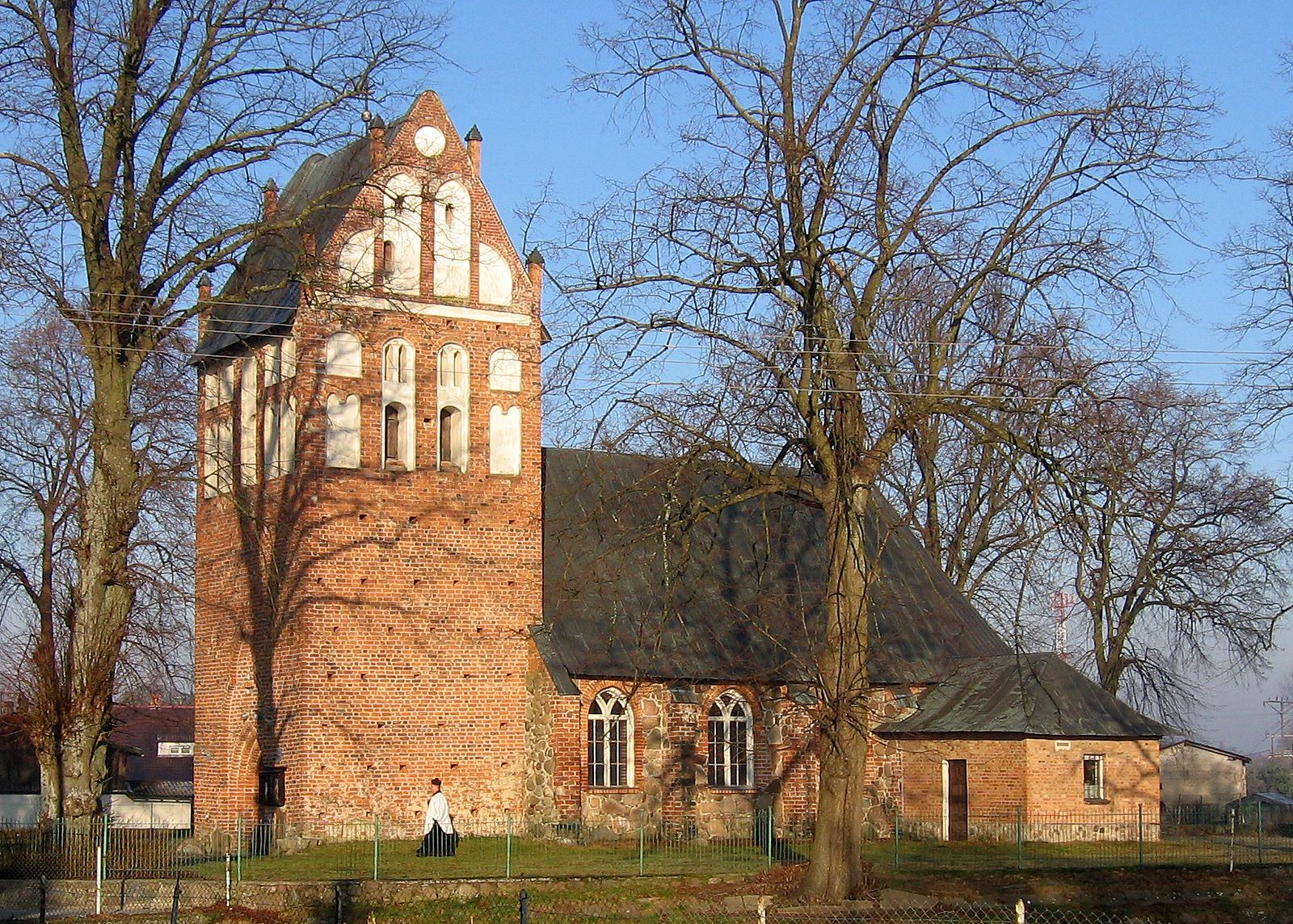
Dorfkirche (2008), bis 1945 Gotteshaus der evangelischen Pfarrgemeinde Fritzow

Das Gebäude, ein Ziegelbau mit Westturm und Westportal, stammt aus dem Mittelalter. Von den beiden am Ende des 19. Jahrhunderts vorhandenen Glocken war die kleinere 1620 von dem Glockengießer Ludeke gegossen worden, die größere 1659 von Conradt Scheil in Kolberg.
Nach dem Zweiten Weltkrieg wurde das evangelische Gotteshaus von der polnischen Administration zugunsten der Römisch-katholischen Kirche in Polen zwangsenteignet und vom polnischen katholischen Klerus ‚neu geweiht‘.

### Kirchspiel bis 1945
Die hier vor 1945 wohnhafte Dorfbevölkerung war mit wenigen Ausnahmen evangelisch und gehörte zum Kirchspiel Fritzow. Der Bestand an Kirchenbüchern reichte bis 1620 zurück.
Das katholische Kirchspiel war in Kolberg.

### Polnisches Kirchspiel seit 1945
Die seit 1945 und Vertreibung der einheimischen Dorfbewohner anwesende polnische Einwohnerschaft ist überwiegend katholisch. Das polnische katholische Kirchspiel ist in Fritzow.
Das polnische evangelische Kirchspiel ist in Kolberg.

## Verkehr
Durch das Dorf führt von West nach Südost die Woiwodschaftsstraße 163, deren Verlauf hier der ehemaligen Reichsstraße 124 entspricht. 